# Muelleranthus stipularis
Muelleranthus stipularis là một loài thực vật có hoa trong họ Đậu. Loài này được (J.M.Black) A.T.Lee miêu tả khoa học đầu tiên.

## Hình ảnh

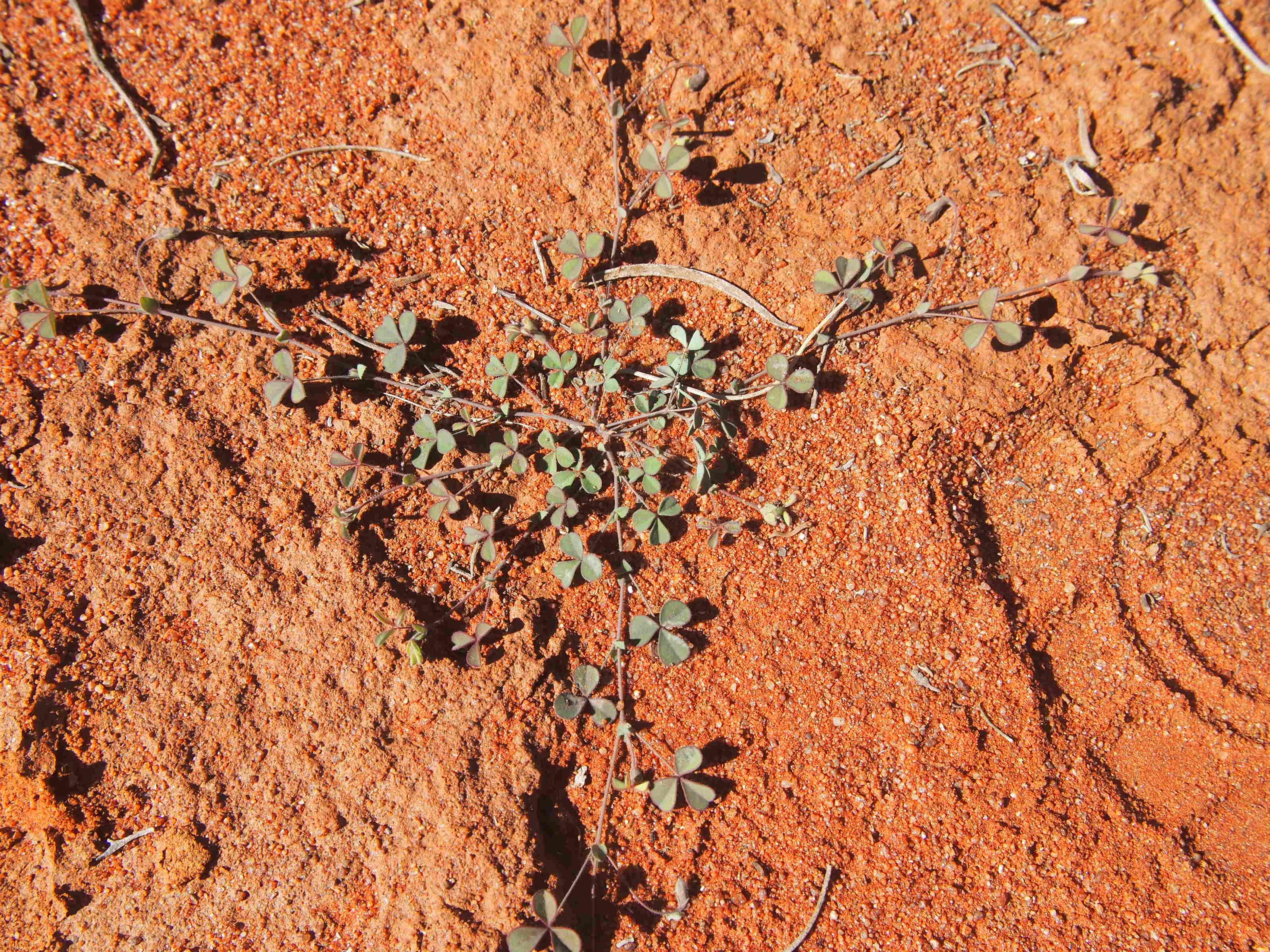
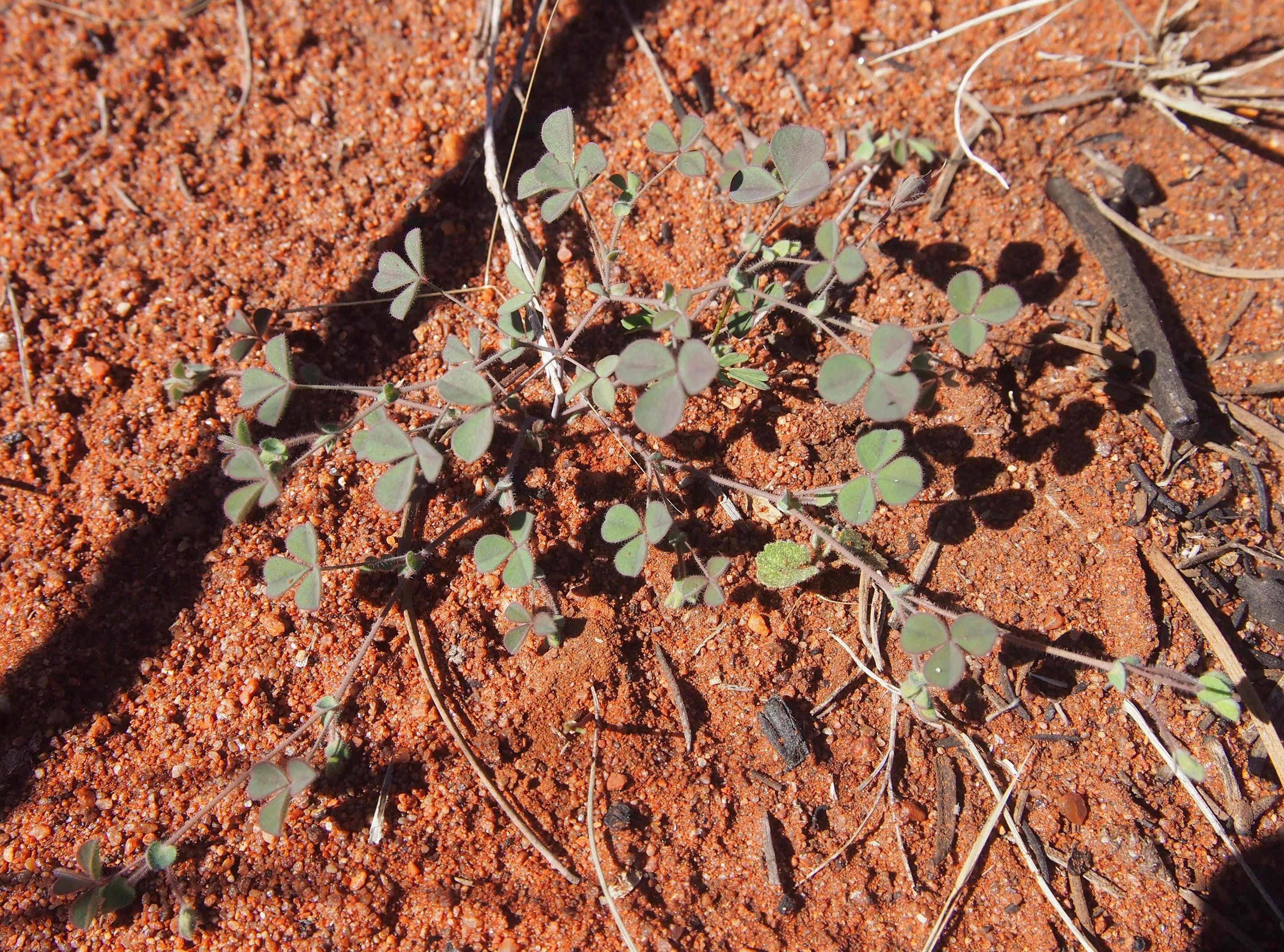